# Blekersgracht

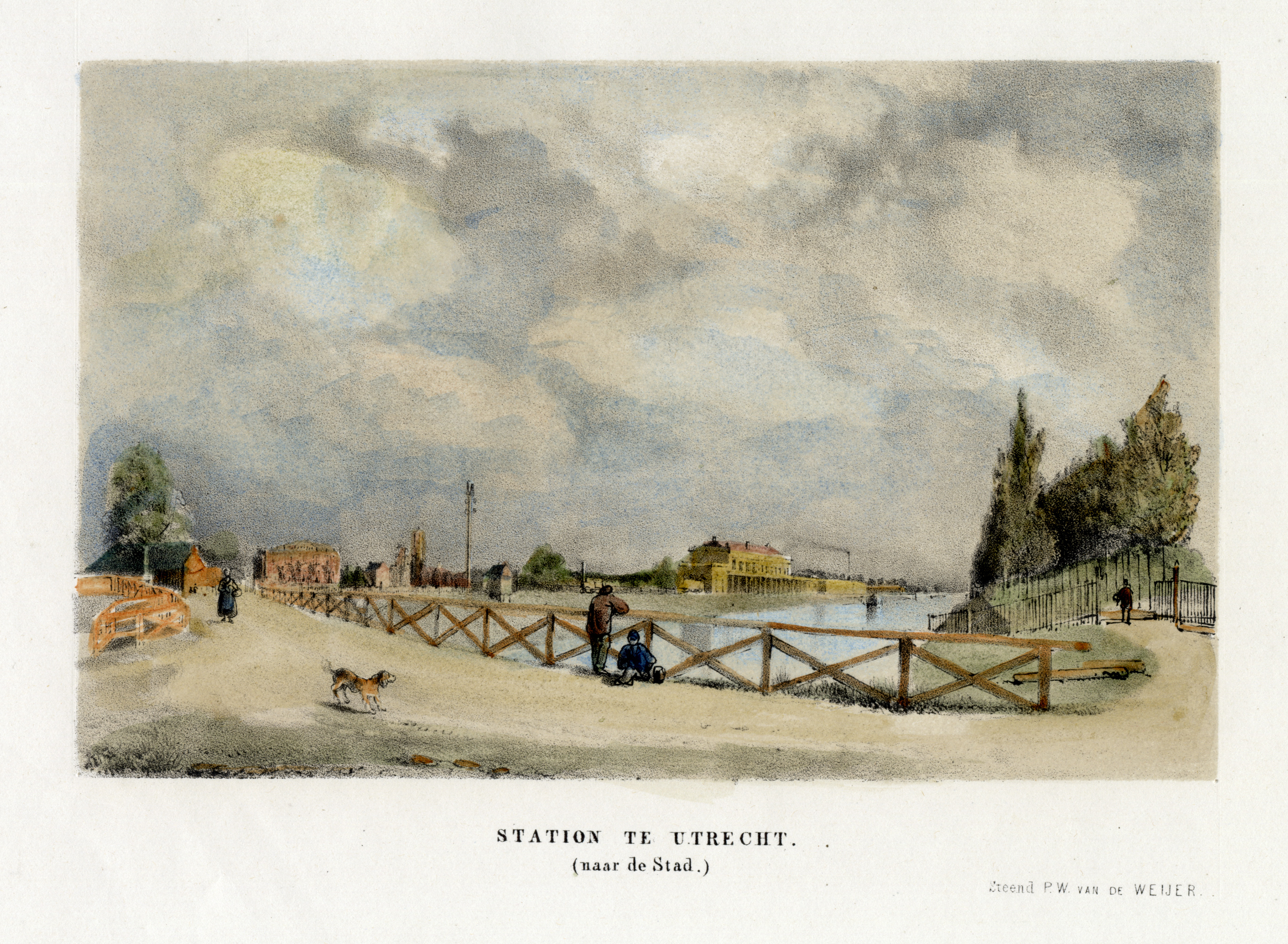
De Blekersgracht omstreeks 1850

De Blekersgracht of Moesgracht was een watergang in de Nederlandse stad Utrecht.

## Geschiedenis
Deze waterweg is rond 1664 door het stadsbestuur aangelegd door tuinbouwgebied als onderdeel van een grachtenstelsel, even ten westen van de oude Binnenstad in de Stadsvrijheid. Burgemeester Hendrick Moreelse wilde deze grachten opnemen in een grootschalig uitbreidingsplan voor Utrecht, dat echter nooit gerealiseerd is. Van de grachtenstructuur maakte verder deel uit: de nieuwe Leidse Vaart, de Mariagracht en twee andere "moesgrachten", namelijk de Herengracht en de Bloemgracht, later Kruisvaart geheten.
De Blekersgracht was smaller dan de andere moesgrachten en lag naast de huidige Croeselaan. Toen de Herengracht was gedempt en de Bloemgracht was hernoemd tot Kruisvaart, werd de laatste der Moesgrachten eenvoudig met Moesgracht aangeduid. Zo is de naam ook te vinden op de latere plattegronden.
Over de moesgrachten konden tuinders in dit gebied hun waren naar de stad transporteren. Onderling stonden de drie moesgrachten met elkaar in verbinding via de Mariagracht. De Mariagracht vormde een dwarsgracht die de drie moesgrachten doorkruiste. In het oosten sloot de Mariagracht op haar beurt weer aan op de Stadsbuitengracht ter hoogte van het in die tijd vergraven Mariabolwerk.
In 1931 is de Blekersgracht gedempt in een tijd dat dat meer oude watergangen overkwam vanwege het belangrijker wordende wegverkeer.